# وان کارپان
وان کارپان (انگلیسی: Vaughn Karpan؛ زادهٔ ۲۰ ژوئن ۱۹۶۱) بازیکن هاکی روی یخ اهل کانادا است.